# T (роман)
t — роман Віктора Пелевіна, вперше було видано у жовтні 2009 року накладом у 150 100 примірників.

## Зміст
Роман оповідає про шляхи майстра бойових мистецтв графа Т. (відсилання до Льва Толстого), який втік зі свого будинку від царської охранки і з невідомою йому метою пробирається в Оптину Пустинь, яка в контексті даного роману знаходить риси якоїсь Шамбали, чи то незрозумілого місця духовного просвітлення, існуючого в реальному світі. По дорозі до Оптини пустині граф Т. зустрічає кабалістичну істоту - Аріеля. Аріель разом з п'ятьма письменниками самі придумують і пишуть розповідь про графа Т. Тобто, граф проживає життя написане цими авторами і навіть про це не здогадується. Аріель розповідає йому правду. Однак Т. не дуже подобається бути творінням якихось п'ятьох сумнівних типів. А тому він намагається відібрати у них кермо і самому стати автором свого життя. Це і є головна інтрига книги — відносини автора з власними персонажами і роль читача у всьому цьому.

## Номінації
Роман увійшов до короткого списку конкурсу національної літературної премії «Велика книга» 2010 року і посів у підсумку третє місце, а в народному голосуванні — перше місце.

## Переклади
Наразі "t" - єдина книга Віктора Пелевіна українською мовою. Перекладена Ярославом Житіним у видавництві "Фоліо".

## Герої
- Граф Т. — головний герой роману, такий собі Джеймс Бонд XIX століття, вистрибує з поїзда на повному ходу, хвацько скаче на коні, влучно кидає ножі і стріляє наосліп, регулярно отримує з Ясної поляни зброю і спецзасоби. Все це на тлі безперервних рефлексій, сумнівів і вічних питань. Він володіє різними унікальними здібностями, якимсь видом секретного єдиноборства «незнас», яке полягає в тому, щоб не протидіяти злу насильством.
- Ариэль — кабалістична істота, яка стверджує що створило всесвіт і самого графа Т. Зі слів Аріеля, граф T. є літературним героєм твору, який пишеться самим Аріелем. Аріель разом з його колегами звичайні PR-маркетологи, і все, що відбувається з графом, це їхня праця, замовлена кимось згори.
- Ф. М. Достоєвський — друг Графа Т., мета його життя — висмоктувати ману з мертвяків. Достоєвський — головний герой 3d-шутера «Петербург Достоєвського», а Толстий у цій грі «бос-файт другого рівня». Кілька ченців і ігуменів, Соловйов, князі та княгині, цигани, жандарми, слідчі таємної поліції, простолюдинка Ксенія, розмовляючий кінь, молодий Чапаєв і юна Анка..

## Тематика
Релігійна тематика роману набуває рис атеїзму. У романі Бог перетворюється на кішку, для чогось дані посилання на якісь давньоєгипетські трактати, релігію придумали для євреїв єгиптяни, потім з'являється грецький міфологічний Стікс і Цербер. Все це на тлі «м'якого пресингу» реаліями сьогоднішнього моменту і посиланнями до попередніх творів (замерзлий Стікс, Цербер і граф Толстий згадуються в романі «Чапаєв і Пустота»). Захопивша автора ідея про перехід реальної влади в країні від МВС до ФСБ служить стартовою точкою для гіперреальностічності у підсумку сюжетної лінії: «то підіймаємо духовність, то вклоняємося силовий башті, то все згортаємо і стругаємо шутер — що завгодно, лише б відбити кредит». Твір призводить до розуміння того, що все — порожнеча і марність. Автор творить читача, читач творить автора — шарада для розуму.